# Новокарбівська сільська рада
Новока́рбівська сільська́ ра́да — адміністративно-територіальна одиниця та орган місцевого самоврядування в Любашівському районі Одеської області. Адміністративний центр — село Новокарбівка.

## Загальні відомості
- Територія ради: 69,66 км²
- Населення ради: 1 029 осіб (станом на 2001 рік)

## Населені пункти
Сільській раді підпорядковані населені пункти:
- с. Новокарбівка
- с. Бобрицьке
- с. Дмитрівське
- с. Сирівське
- с. Чайківське
- с. Червоний Яр (до 18.04.1958 р. центр сільради)
- с. Шкарбинка

## Населення
Згідно з переписом УРСР 1989 року чисельність наявного населення сільської ради становила 1096 осіб, з яких 484 чоловіки та 612 жінок.
За переписом населення України 2001 року в сільській раді мешкало 1029 осіб.

### Мова
Розподіл населення за рідною мовою за даними перепису 2001 року:
| Мова       | Відсоток |
| ---------- | -------- |
| українська | 83,48 %  |
| молдовська | 12,54 %  |
| російська  | 3,01 %   |
| болгарська | 0,29 %   |
| білоруська | 0,10 %   |
| угорська   | 0,10 %   |
| інші       | 0,48 %   |

## Склад ради
Рада складається з 14 депутатів та голови.
- Голова ради: Мушинська Надія Василівна
- Секретар ради: Пепельжи Валентина Михайлівна

### Керівний склад попередніх скликань
| Прізвище, ім'я, по батькові | Основні відомості                                                                       | Дата обрання | Дата звільнення |
| --------------------------- | --------------------------------------------------------------------------------------- | ------------ | --------------- |
| Мушинська Надія Василівна   | Сільський голова, 1972 року народження, освіта середня спеціальна, член Партії регіонів | 26.03.2006   | 31.10.2010      |
| Мушинська Надія Василівна   | Сільський голова, 1972 року народження, освіта середня спеціальна, член Партії регіонів | 31.10.2010   |                 |

Примітка: таблиця складена за даними сайту Верховної Ради України

### Депутати
За результатами місцевих виборів 2010 року депутатами ради стали:

#### За суб'єктами висування
| Суб'єкт висування                                       | Кількість обраних депутатів | %    |
| ------------------------------------------------------- | --------------------------- | ---- |
| Партія регіонів                                         | 9                           | 64,3 |
| Політична партія Всеукраїнське об'єднання «Батьківщина» | 4                           | 28,6 |
| Народна партія                                          | 1                           | 7,1  |

#### За округами
| № округу                                                | Прізвище, ім'я, по батькові      | Дата визнання обраним | Освіта             | Партійна приналежність                        | Відомості про обраного депутата                                |
| ------------------------------------------------------- | -------------------------------- | --------------------- | ------------------ | --------------------------------------------- | -------------------------------------------------------------- |
| Народна Партія                                          |                                  |                       |                    |                                               |                                                                |
| 12                                                      | Косенко Анатолій Петрович        | 04.11.2010            | вища               | член Народної партії                          | загальноосвітня школа І-ІІ ст. с. Червоний Яр, директор        |
| Партія регіонів                                         |                                  |                       |                    |                                               |                                                                |
| 1                                                       | Лепушняну Олена Василівна        | 04.11.2010            | вища               | член Партії регіонів                          | Новокарбівська сільська рада, рахівник-касир                   |
| 4                                                       | Пепельжи Валентина Михайлівна    | 04.11.2010            | вища               | член Партії регіонів                          | Новокарбівська сільська рада, секретар                         |
| 5                                                       | Мазуренко Ольга Василівна        | 04.11.2010            | вища               | член Партії регіонів                          | Новокарбівська загальноосвітня школа І-ІІ ст., вчитель         |
| 6                                                       | Ромашець Василь Петрович         | 04.11.2010            | середня спеціальна | член Партії регіонів                          | приватний підприємець                                          |
| 7                                                       | Поліщук Марія Євгеніївна         | 04.11.2010            | середня спеціальна | член Партії регіонів                          | тимчасово не працює                                            |
| 8                                                       | Носенко Олександр Петрович       | 04.11.2010            | середня спеціальна | член Партії регіонів                          | тимчасово не працює                                            |
| 9                                                       | Крусір Леонід Федорович          | 04.11.2010            | середня спеціальна | член Партії регіонів                          | пенсіонер                                                      |
| 13                                                      | Жильцов Олег Омельянович         | 04.11.2010            | вища               | член Партії регіонів                          | тимчасово не працює                                            |
| 14                                                      | Новаковський Віктор Анатолійович | 04.11.2010            | вища               | член Партії регіонів                          | сільськогосподарський виробничий кооператив «Хлібороб», голова |
| Політична партія Всеукраїнське об'єднання «Батьківщина» |                                  |                       |                    |                                               |                                                                |
| 2                                                       | Микитюк Світлана Юріївна         | 04.11.2010            | середня спеціальна | член Всеукраїнського об'єднання «Батьківщина» | фермерське господарство «Обрій», різноробоча                   |
| 3                                                       | Стефанюк Роман Іванович          | 04.11.2010            | середня спеціальна | член Всеукраїнського об'єднання «Батьківщина» | тимчасово не працює                                            |
| 10                                                      | Щербина Олександр Миколайович    | 04.11.2010            | середня            | член Всеукраїнського об'єднання «Батьківщина» | тимчасово не працює                                            |
| 11                                                      | Косюга Сергій Володимирович      | 04.11.2010            | середня спеціальна | член Всеукраїнського об'єднання «Батьківщина» | тимчасово не працює                                            |